# Nick Cannon
Nicholas Scott Cannon (San Diego, 8 ottobre 1980) è un attore, conduttore televisivo, rapper, regista, cantante e comico statunitense. Noto a livello internazionale soprattutto come attore, è apparso in svariati film e trasmissioni televisive nel corso della sua carriera. Come conduttore ha ottenuto particolare rilevanza grazie a trasmissioni di Nickelodeon, MTV, NBC e Fox. A livello musicale ha pubblicato tre album, di cui due autoprodotti.

## Biografia

### Recitazione e regia
Nel 1998 Cannon debutta in televisione nella serie comica All That sulla rete Nickelodeon, a cui seguono numerose parti in film come Men in Black II. Contemporaneamente la popolarità acquisita gli consente di creare The Nick Cannon Show in televisione, spin-off di All That. Il suo primo ruolo da protagonista al cinema è Drumline - Tieni il tempo della sfida, a cui segue il film Disney Detective a due ruote del 2005, e diverse apparizioni in altri film importanti come Shall We Dance? e Goal! 2 - Vivere un sogno.
Nel 2007 ha vinto il premio come "miglior rivelazione" al festival di Cannes per la sua interpretazione del film Bobby. È stato protagonista insieme a Christina Milian nel film Una fidanzata in prestito. Nel 2009 debutta come regista nel film School Gyrls. Continua a recitare anche nel decennio successivo, seppur dedicandosi maggiormente alla televisione in tale periodo. Nel 2021 ritorna a dirigere lavorando a due progetti simultaneamente, She Ball (film cinematografico) e Miracles Across 125th Strees (film TV).

### Musica
Insieme alla carriera televisiva-cinematografica, Cannon si muove anche nel mercato discografico. Dopo aver firmato un contratto discografico con Jive Records nel 2001, l'artista pubblica il suo primo album Nick Cannon nel 2003, avendo modo di collaborare con artisti di rilievo come R. Kelly e Mary J. Blige. In seguito a quest'esperienza diventa un'artista indipendente fondando una propria etichetta discografica, la Can-I-Ball Records. Pubblica quindi alcuni singoli con il proposito di pubblicare l'album Stages, che tuttavia non verrà mai edito.
Dopo anni di scarsa attività sul piano musicale, nel 2011 pubblica il mixtape Child of the Corn. Nel 2014 pubblica il suo secondo album in studio White People Party Music, che include collaborazioni con Pitbull, Afrojack e Future. Nel 2016 pubblica il suo secondo mixtape The Gospel of Ike Turn Up: My Side of the Story. Negli anni successivi si dedica principalmente a singoli, suscitato clamore mediatico con i brani The Invitation (2019), risposta a una diss track di Eminem nei suoi confronti, e Alone (2022), brano in cui auspica un ritorno di fiamma con l'ex moglie Mariah Carey. Nel 2022 pubblica il suo terzo album in studio The Explic Tape: Raw & B.

### Televisione e radio
Debutta come conduttore televisivo nel 2002, anno in cui conduce lo show eponimo The Nick Cannon Show, che va in onda per 11 episodi. Nel 2005 conduce la trasmissione di MTV Nick Cannon Presents: Wild 'N Out, di cui è anche autore e produttore; torna poi a condurre lo spettacolo a partire dal 2013, portando avanti il programma ininterrottamente fino al 2020 e riprendendone le redini nel 2021. Nel corso degli anni conduce inoltre molte trasmissioni per Nickelodeon, tra cui un'edizione dei Kids' Choice Awards. Dal 2009 al 2016 conduce America's Got Talent, per poi lasciare il programma a causa di divergenze con l'emittente NBC. Durante questo periodo conduce anche altre trasmissioni per la rete televisiva.
Dal 2009 fino al 2019 conduce l'evento annuale Disney Parks Christmas Day Parade, mentre dal 2012 al 2018 conduce la trasmissione TeenNick Top 10. Sempre a partire dal 2019 conduce una trasmissione radiofonica presso l'emittente Power 106. In questi anni prende inoltre parte ad alcuni reality show, in particolare per il franchise Love & Hip-Hop. Nel 2019 è prima concorrente e poi conduttore presso The Masked Singer; mantiene successivamente questo ruolo, venendo tuttavia costretto ad alcune settimane di pausa a causa della positività al COVID-19 nel 2021. A partire dal 2021 conduce un programma eponimo per Fox.

### Attività come comico
Nel 2010 Cannon affronta per la prima volta un tour come comico su suolo statunitense, portando il suo spettacolo in varie città americane. Nel 2011 tiene uno spettacolo di stand-up comedy denominato Mr. Showbiz presso il Palms Casino Resort di Las Vegas, il quale ottiene passaggi televisivi. Nello stesso album pubblica due album comici, relativi rispettivamente alle trasmissioni Wild'N Out e Mr. Showbiz.

## Vita privata

### Relazioni e figli
Dopo essere stato fidanzato con la cantante Christina Milian, il 30 aprile 2008 sposa la cantante Mariah Carey alle Bahamas, avendo da lei due gemelli. I bambini, un maschio, ed una femmina, sono venuti alla luce il 30 aprile 2011, il giorno del loro terzo anniversario di matrimonio. Il bambino è stato chiamato Moroccan Scott Cannon, la bambina Monroe Cannon. Nell'agosto 2014, la coppia ha annunciato la separazione.
Nel corso della sua vita, Cannon è diventato padre molte volte con varie donne, arrivando a quota 12 figli. Il suo settimo figlio, Zen Scott, muore a soli 5 mesi a causa di una malattia cardiaca.

## Discografia

### Album
- 2003 - Nick Cannon
- 2011 - Nick Cannon Presents Wild 'n Out: Compilation Vol. 1 (raccolta)
- 2011 - Mr. Showbiz (comedy album)
- 2014 - White People Party Music
- 2022 - The Explic Tape: Raw & B

### Singoli
- 2003 - Your Pops Don't Like Me
- 2003 - Feelin' Freaky (feat. B2K)
- 2003 - Gigolo (feat. R. Kelly)
- 2005 - Can I Live? (feat. Anthony Hamilton)
- 2006 - Dime Piece (feat. Izzy)
- 2011 - Famous (feat. Akon)
- 2013 - Me Sexy
- 2013 - Dance Floor
- 2014 - Looking for a Dream (feat. Afrojack)
- 2015 - Pajama Pants (feat. Future e Migos)
- 2016 - If I Was Your Man (feat. Jeremih)
- 2016 - Hold On
- 2022 - Alone

## Filmografia

### Regista

#### Cinema
- School Gyrls (2009)
- She Ball (2021)

#### Televisione
- Miracles Across 125th Strees - film TV

### Attore

#### Cinema
- Costi quel che costi (Whatever It Takes), regia di David Raynr (2000)
- Men in Black II, regia di Barry Sonnenfeld (2002)
- Drumline - Tieni il tempo della sfida (Drumline), regia di Charles Stone III (2002)
- Fidanzata in prestito (Love Don't Cost a Thing), regia di Troy Beyer (2003)
- Shall We Dance?, regia di Peter Chelsom (2004)
- Detective a due ruote (Underclassman), regia di Marcos Siega (2005)
- Bobby, regia di Emilio Estevez (2006)
- Even Money, regia di Mark Rydell (2006)
- Goal II - Vivere un sogno (Goal! 2: Living the Dream), regia di Jaume Collett-Serra (2007)
- Day of the Dead, regia di Steve Miner (2008)
- The Killing Room, regia di Jonathan Liebesman (2009)
- Drumline - Il ritmo è tutto (Drumline - A new beat), regia di Bille Woodruff (2014)
- Chi-Raq, regia di Spike Lee (2015)
- She Ball, regia di Nick Cannon (2021)
- The Misfits, regia di Renny Harlin (2021)

#### Televisione
- All That - serie TV, 24 episodi (1998-2004)
- Kenan & Kel - serie TV, 2 episodi (1998)
- The Parkers - Serie TV, 1 episodio (2000)
- Taina - Serie TV, 1 episodio (2001)
- Up All Night - serie TV, 5 episodi (2011)
- Rags, regia di Bille Woodruff (2012) - film TV
- Miracles Across 125th Strees, regia di Nick Cannon (2021) - film TV

#### Doppiatore
- Garfield - Il film (Garfield: The Movie), regia di Peter Hewitt (2004) - voce
- Le avventure di Brer - Un coniglietto tutto pepe (The Adventures of Brer Rabbit), regia di Byron Vaughns (2006)
- Monster House, regia di Gil Kenan (2006)

## Programmi televisivi
- The Nick Cannon Show (2002-2003) - conduttore
- Nick Cannon Presents: Wild 'N Out (2005-2007; 2013-2020; 2021-presente) - conduttore, autore, produttore esecutivo
- Nick Cannon Presents: Short Circuits (2007) - conduttore, autore, produttore esecutivo
- America's Got Talent (2009-2016) - conduttore
- Disney Parks Christmas Day Parade (2009-2019) - conduttore
- The Nightlife (2010) - conduttore
- TeenNick Top 10 (2012-2018) - conduttore
- Incredible Crew (2013) - annunciatore, autore, produttore esecutivo
- Real Husbands of Hollywood (2013-2016) - partecipante
- Nickelodeon's Kids' Choice Awards (2013) - conduttore
- The Eric André Show (2014) - co-conduttore
- Love & Hip Hop: New York (2014) - partecipante
- Caught on Camera with Nick Cannon (2014-2016) - conduttore, autore, produttore esecutivo
- Love & Hip Hop: Hollywood (2015) - partecipante
- Lip Sync Battle Shorties (2017-2018) - conduttore
- The Masked Singer (2019-presente) - conduttore, in precedenza concorrente
- Nick Cannon (2021-presente) - conduttore

## Doppiatori italiani
Nelle versioni in italiano dei suoi film, Nick Cannon è stato doppiato da:
- Simone Crisari in Drumline - Tieni il tempo della sfida
- Corrado Conforti in Fidanzata in prestito
- Nanni Baldini in Shall We Dance?
- Emiliano Coltorti in Detective a due ruote
- Roberto Gammino in Bobby
- Gianluca Crisafi in The Killing Room
- David Chevalier in Men in Black II
- Alberto Angrisano in  Brooklyn Nine-Nine

Da doppiatore è sostituito da:
- Nanni Baldini in Garfield - Il film
- Enrico Pallini in Monster House[22]